# Edward Cardwell
Edward Cardwell, 1. wicehrabia Cardwell (ur. 24 lipca 1813, zm. 15 lutego 1886 w Torquay) – brytyjskim politykiem w partiach: peelitów (odłamie Partii Konserwatywnej) i liberałów, członek Tajnej Rady Wielkiej Brytanii, minister w rządach lorda Aberdeena, lorda Palmerstona, lorda Russella i Williama Ewarta Gladstone’a.
Cardwell dorastał w Liverpoolu, a wykształcenie zdobył w Balliol College na Uniwersytecie Oksfordzkim (ukończył studia w roku 1835). W początkach swojej kariery był adwokatem - został powołany do adwokatury w roku 1838, ale wkrótce zainteresował się polityką i w roku 1842 został parlamentarzystą z okręgu Clitheroe w Lancashire.
W parlamencie Cardwell stał się zwolennikiem i powiernikiem premiera Roberta Peela. Kiedy w roku 1846 Peel dokonał rozłamu w Partii Konserwatywnej w związku z konfliktem dotyczącym odwołania Ustaw Zbożowych, Cardwell podążył za Peelem i został członkiem frakcji peelitów. Gdy w roku 1852 peelici doszli do władzy, lord Aberdeen mianował Cardwella przewodniczącym Zarządu Handlu. Cardwell piastował ten urząd do roku 1855.
W międzyczasie Cardwell kilkakrotnie zmieniał miejsca w parlamencie. W roku 1847 został wybrany z okręgu Liverpool. W roku 1852 przegrał wybory w Liverpoolu i w Ayrshire, ale uzyskał parlamentarne krzesło w okręgu Oxford. W roku 1858 stracił mandat z Oxfordu, ale po kolejnych, wkrótce przeprowadzonych wyborach, odzyskał go (pokonując Williama Makepeace'a Thackeraya).
Frakcja Peelitów została rozbita w końcówce lat 50 XIX w. Cardwell wstąpił do Partii Liberalnej w roku 1859, zostając od razu Głównym Sekretarzem Irlandii w gabinecie premiera Palmerstona. Nie spełniwszy się na tym stanowisku, przeniósł się na urząd Kanclerza Księstwa Lancaster. Po raz drugi za kadencji tego samego rządu zmienił posadę w roku 1864, gdy 
został ministrem kolonii. Utrzymał tekę ministra aż do odsunięcia liberałów od władzy w roku 1866.
Gdy Partia Liberalna odzyskała władzę po wyborach 1868, Cardwell został ministrem w rządzie Gladstone’a. Wówczas udało mu się osiągnąć szczyt kariery politycznej - został ministrem wojny. W czasie sześciu lat urzędowania przeprowadził reorganizację armii brytyjskiej, wprowadzając zawodowy stopień oficerski (zastąpił też awans przez kupno awansem za zasługi) i tworząc oddziały rezerwowe.
Po wyborczej porażce Gladstone’a w roku 1874, Cardwell został włączony w krąg arystokracji jako wicehrabia Cardwell. Nadanie szlachectwa zakończyło właściwie jego aktywną karierę polityczną. Cardwell zmarł w Torquay. Z poślubioną w roku 1838 Annie Parker nie miał dzieci, przez co jego tytuł szlachecki nie został przez nikogo odziedziczony.
Na jego cześć miasto w stanie Queensland w Australii nazwano Cardwell.